# Корнволліс (річка)
Річка Корнволліс знаходиться в окрузі Кінґс, Нова Шотландія, Канада. Довжина меандру становить приблизно 48 км через східну частину округу Кінґс, від її витоку на Норт-Маунтен у Ґрафтоні до її гирла біля Вулфвілла в басейні Мінас. Нижня частина річки, починаючи від Кентвілла, є припливною, і в нижній течії є великі припливні болота. У верхній частині вододілу в Бервіку річка впадає в болото Карібу, тоді як довша притока продовжується до офіційного джерела, потоку на Норт-Маунтен у Ґрафтоні.

## Історія
Корінні народи цього району, мікмаки, знали її як Вузька річка або Чіеквток  Є також згадки про те, що мікмак називали річку Jijuktu'kwejk (вимовляється як « Джі-джі-вок-тук»).
Річка була названа Рив'єр Сен-Антуан Самюелем де Шампленом після його прибуття в Новий Світ на початку 17 століття. Пізніше акадці назвали її Riviere des Habitants. Освоюючи територію, акадці побудували ряд поселень навколо його гирла, включаючи село Ґран-Пре та менше поселення далі вгору по річці, Нью-Мінас. Акадці також побудували в цьому районі великі системи дамб, хоча немає чітких доказів того, що так звані дайки біля річки були побудовані саме ними.
Після вигнання акадійців у 1755 році ця територія була заселена плантаторами Нової Англії в 1760 році, які назвали річку на честь селищ, заснованих уздовж її берегів. Річка стала відома як Річка Гортон за назвою Гортон-Тауншип, головного поселення плантаторів у гирлі річки, названого на честь батьківщини Джорджа Монтегю-Данка, чиновника, відповідального за англійську колонізацію Нової Шотландії. Однак у 19 столітті поселення та комерційне зростання перемістилися вгору по течії до району Кентвілл у місцевості Корнволліс, названій на честь Едварда Корнволліса, першого губернатора Нової Шотландії. У результаті до 1829 року річка отримала назву Корнволліс.

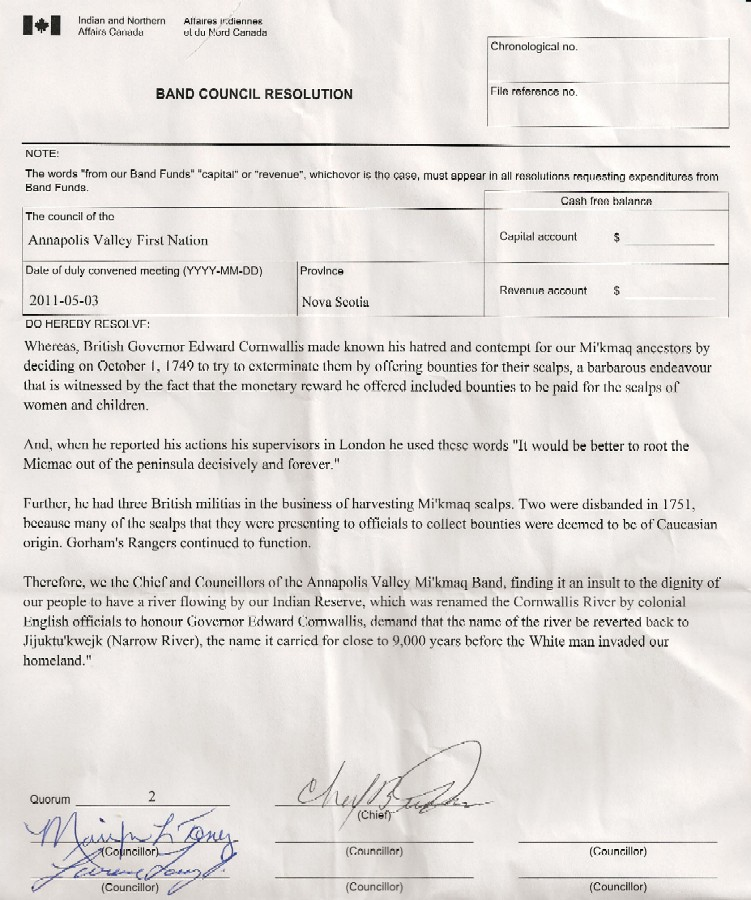
Резолюція Ради групи племен AVFN від 3 травня 2011 р. щодо повернення назви річки на Jijuktu'kwejk

 Мікмаки з Перших націй долини Аннаполіс (Annapolis Valley First Nation - AVFN) у Кембриджі, Нова Шотландія, одноголосно проголосували в 2011 році за те, щоб назва повернулася до того, що вони вважають оригінальною, історичною назвою річки мовою мікмаків: Jijuktu'kwejk. Вождь Перших націй долини Аннаполіс Браян Тоні хоче змінити назву річки Корнволліс. Він сказав, що учасники об'єднання племен змушені щодня перетинати міст, на якому написано Корнволліс, і далі згадувати про його керівництво. У 1749 році під час прикордонної війни, що відбулася після заснування Галіфакса, Корнволліс призначив винагороду за скальпи тубільців, зокрема жінок і дітей. Ця пропозиція викликала дискусію щодо перейменування та представлення реальної історії місцевих земель і народів.

## Транспорт
Річка була важливим раннім транспортним маршрутом, з’єднаним волоком/портажем через район Бервік із верхів’ям річки Аннаполіс. Прибережні шхуни використовували пристані та причали вздовж річки аж до Кентвілла, тоді як більші вітрильні судна, а пізніше пароплави, використовували Порт-Вільямс для експорту сільськогосподарської продукції та деревини. Залізниця Cornwallis Valley Railway, гілка Атлантичної залізниці Домініону, була названа на честь річки в 1889 році, коли вона була побудована, перетинаючи річку в Кентвіллі.

## Екологія
Долина Аннаполіса є важливим сільськогосподарським районом у Новій Шотландії та залежить від річки у плані зрошення та стоку. Однак великі сільськогосподарські стоки, а також муніципальні стічні води створили серйозні проблеми забруднення річки. У 2002 році вона була визначена як одна з десяти річок Канади, які перебувають під загрозою зникнення, про її значення говорилося як «трохи більше, ніж просто каналізація для ферм». Наразі реалізується низка ініціатив щодо покращення використання річки фермами та модернізації муніципальних каналізаційних систем уздовж річки. Громади Вулфвілла, Порт-Вільямса, Кентвілла та Бервіка мають очисні споруди, які скидають стоки в річку.

## Спільноти
- Кентвілл
- Новий Мінас
- Порт-Вільямс
- Бервік
- Ґран-пре
- Вулфвілл
- Корнволліс-Сквер

## Зовнішні посилання
- - Natural History of Nova Scotia, Vol. I Nova Scotia Museum (1997)
  - Christian Perry-Giraud, Thirty Year Assessment of the Cornwallis Estuary Evolution, Bay of Fundy Ecosystem Partnership, 2005.